# Хаджи-Мухаммад
Хаджи-Мухаммад (Хаджи-Мухаммад-хан б. Али-оглан б. Бекконди-оглан б. Минг-Тимур-хан) (ум. 1427) —  хан Тюменского ханства (1420—1427 гг.), представитель династии Шибанидов.

## Происхождение и потомки
Хаджи-Мухаммад являлся потомком Шибана в 7-м поколении, правнуком первого хана Улуса Шибана Минг-Тимура (ум. после 1357). Его генеалогия следующая:
Чингисхан — Джучи — Шибан — Бахадур — Джучи-Бука — Бадакул-оглан — Минг-Тимур — Бек-Кунды — Али-оглан — Хаджи-Мухаммад.
Согласно генеалогии, Хаджи-Мухаммад приходился:
- двоюродным внуком ханам Улуса Джучи (Золотой Орды) Пулад-Тимуру (ум. 1367) и Алибеку (ум. 1375);
- двоюродным племянником ханам Улуса Джучи (Золотой Орды) Каганбеку и Араб-шаху;
- троюродным братом узбекскому хану Махмуду-Ходже бин Каганбеку;
- двоюродным дядей хивинскому хану (1446—1461) Мустафе;
- троюродным дядей узбекскому хану Абу-л-хайру;
- троюродным дедом узбекскому хану Джумадуку.

В соответствии с «Избранными летописями из книги побед» (Таварих-и гузиде нусрат наме) у Хаджи-Мухаммада имелось три сына: Сайидек-хан, Махмудек-хан и Шиба-Гази. Правнуком Сайидека являлся касимовский хан Шах-али II (ум. 1535). В свою очередь, детьми Махмудека были правитель Большой Орды и основатель Сибирского ханства хан Ибак, казанский хан Мамук и сибирский хан Агалак.

## Предыстория
В течение XV века распад затронул всю территорию Золотой Орды, как Ак-Орду, так и Кок-Орду. На территории левого крыла Улуса Джучи образовались Узбекское ханство, Казахское ханство и Ногайская Орда. Ни одно из этих новых государств уже не причисляло себя к общеджучидским крыльям.
Распад начался после гибели Едигея в 1420 году. В стране появилось несколько претендентов на власть, фактически разделивших страну на различные владения.  В 1420 году на сарайский престол взошел Улуг-Мухаммед при поддержке крымской знати и  Великого княжества литовского. Пользуясь анархией, наступившей в Золотой Орде после гибели Едигея, Улуг-Мухаммед выступив из Крыма, захватил власть в Волжской Булгарии и Хаджи-Тархане и провозгласил себя общеордынским xaнoм. Однако его власть распространялась лишь на западную часть государства. В восточной части Золотой Орды его власть не признавалась.

## Историография
История династии Шебанидов начала XV века изучена плохо из-за значительных лакун в текстах источников, характеризующих первые десять лет золотоордынской истории после смерти Едыгея. Этому также способствовало наличие среди шибанидских правителей этого времени двух ханов с близкими именами: Махмуд-Ходжи из старшего рода династии (Махмуд-Ходжа-хан ибн Каанбек ибн Ильбек ибн Минг-Тимур-хан) и Хаджи-Мухаммад-хана из младшей ветви династии (Хаджи-Мухаммад-хан ибн Али-оглан ибн Бекконди-оглан ибн Минг-Тимур-хан). Существование двух ханов из династии Шибанидов этого поколения не ставил под сомнения ни один из восточных
хронистов. Сейчас общепризнанно, что эта были троюродные братья, правившие в одно время, однако не всегда возможно отличить, какие деяния в источниках кому из них соответствуют.  Осложняет ситуацию и то, что в этот временной период  присутствует также Улуг-Мухаммад, а с конца 1420-х годов еще и Кичи-Мухаммад (оба из династии Тука-Тимуридов). Обилие ханов с подобными именами, а часто в источниках упоминается только имя «Мухаммад», активно действующих на международной арене, приводит к дополнительным сложностям в трактовке событий. Сложившаяся на начало XXI века ситуация в исследовании этого вопроса характеризуется тем, что на основании одних и тех же источников авторы приходят к абсолютно противоположным выводам.
Версия М. Г. Сафаргалиева  Впервые эта проблема была поднята  М. Г. Сафаргалиевым в работе, вышедшей в свет в 1960 году. В своей работе «Распад Золотой Орды» он совместил этих правителей в одного человека, заложив тем самым определенную историографическую традицию.
Сафаргалиев использовал все имеющиеся на тот момент источники для создания непротиворечивой версии событий. Он использовал «Джами ат-Таварих» Кадыр Али-бека и хронику османского автора XVI века ал-Джаннаби, который для описания периода до середины XV века пользовался недошедшей до нас персоязычной хроникой Хафиза Мухаммеда Ташкенди «Тарих-и ал-и Чингиз».
Согласно версии Сафаргалиева около 1420 года Едигей обратился к Чингизиду Хаджи-Мухаммад-оглану за помощью для легализации своего статуса. После этого он стал участвовать на стороне Едыгея в битве с войсками хана Кадыр-Берди. В этой битве Едигей был убит, однако он завещал своим сыновьям поддержать нового ставленника. В результате в 1421 году Мансур помог оглану стать ханом, а сам при нем занял пост беклярибека. Сафаргалиев отмечает, что аль-Ташкенди называет
этого хана Махмуд-Ходжой и допустил, что на самом деле имеется в виду одно и тоже лицо из потомков Шибана. Это допущение стало базовым для значительного числа исследователей.
В том же году развернулась борьба за Восточный Дешт-и Кыпчак Хаджи-Мухаммада с Борак-ханом которая шла с переменным успехом. Сафаргалиев на основании данных Самарканди считал, что около 1425-1426 года Борак захватил орду Хаджи-Мухаммад-хана и заставил того отступить в Сибирь. В конце 1427 года Борак пытался подчинить земли на севере, где вновь столкнулся с Хаджи-Мухаммад-ханом и Мансуром. Сафаргалиев считает, что в ходе борьбы Борак убил Мансура, но в следующем году сам был убит Хаджи-Мухаммадом. В основе этой версии событий лежат сообщения Кадыр Али-бея, а также рассказы Иоганна Шильтбергера. Однако у Шильтбергера фигурирует просто "Магомед", а у Самарканди "султан Махмуд". Сафаргалиев, вопреки мнению ряда комментаторов считает, что под этими именами никак не мог скрываться Улуг-Мухаммед, так как его власть не распространялась на восточные улусы, а, следовательно, это мог быть только Хаджи-Мухаммад.
В реконструкции Сафаргалеева Борак убил Мансура, но в следующем году сам был убит Хаджи-Мухаммадом
Версии Сафаргалиева придерживаются   В. В. Трепавлов, Р. Ю. Почекаев , И. Л. Измайлов.
Версия Б. А. Ахмедова  Уже в 1965 году  Б. А. Ахмедов в классической работе «Государство кочевых узбеков» высказал альтернативную точку зрения на эти события, основанную, прежде всего, на «Тарих-и Абу-л-Хайр-хани» Масуда бен Усмана Кухистани и близких к ней источниках Шибанидского круга.
Согласно версии Ахмедова борьба за власть в 1420-е годы шла между Борак-ханом и Улуг-Мухаммадом, от рук которого и погибает Борак-хан. Причем эта борьба шла не только за Узбекский улус, но распространялась и на русские земли и на Булгар. При этом на востоке Дешт-и-Кыпчака земли были разделены между несколькими Шибанидами: Джумадук контролировал земли к северу от Арала, между реками Сарысу и Эмба, непосредственно гранича с Мангытским юртом; земли Махмуд-Ходжи, сына Каанбека располагались между Тоболом и Ишимом; юрт Мустафы-хана  располагался на реке Атбасар, притоке Ишима.

## Биография
В это время из Золотой Орды выделяется Кок-Орда. Согласно завещанию
Едигея, его сыновья, ногайские эмиры, поддержали  Хаджи-Мухаммад-хана из рода Шибанидов, не признавшего хана Улуг-Мухаммеда. Он стал правителем Улуса Шибана, и при поддержке сына Едигея Мансура объединил улусы правого крыла Кок-Орды и основал Сибирское (Тюменское) ханство с центром в городе Чимги-Тура (на месте современной Тюмени), где и был провозглашен ханом. Он не
предпринимал попыток захватить Поволжье. Хаджи-Мухаммад-хан и его потомки продолжали именоваться ханами Дешт·и Кипчака, то есть считали себя преемниками золотоордынских государей, фактически они стали правителями нового государства, известного в историографии как государство кочевых узбеков. С этого времени восточная часть Золотой Орды окончательно вышли из-под власти сарайских ханов.
В западной части Улуса Джучи в это время (1421—1422 годы) развернулась война между провозглашённым в Крыму ханом Улу-Мухаммедом, его двоюродным братом Худайдатом и внуком Урус-хана Бараком. Царевича Барака поддерживал султан Мавераннахра Улугбек, к которому Барак обратился в 1419 году; Улугбек хотел повторить комбинацию Тимура, поддержавшего в борьбе за престол Улуса Джучи (Золотой Орды) Тохтамыша.
В 1423 году потерпевший поражение на западе Барак вернулся на земли Хаджи-Мухаммада. Известно, что беклярбек Мансур предал хана и перешёл к своему родственнику по матери Бараку, Хаджи-Мухаммад был убит. Есть версия, что Мансур и Хаджи-Мухаммад вместе сражались против Барака и пали одновременно. По крайней мере, нет достоверных данных о гибели Хаджи-Мухаммада именно в 1423 году. В этом случае факт смерти Хаджи-Мухаммада надо датировать более поздним сроком — 1427 годом, когда был казнён Мансур.

## Местонахождение улуса Хаджи-Мухаммада
Границы улуса Хаджи-Мухаммада сейчас можно определить только очень приблизительно. Так, согласно А. З. Валиди, полная версия «Чингиз-наме» сообщает о владениях Хаджи-Мухаммада следующее:

Шейбанид Хаджи-Мухаммед хан ибн Гали был великим падишахом во всех вилаятах, (завоевав) башкир, алатыр, мукши и город Болгар (с окрестностями), а также известных под именем мангытских поселений город Туру.

Среди современных историков есть разногласия по поводу того, что считать столицей улуса. Традиционно столицей считается Чинги-Тура. В то же время З. Я. Бояршинова, Н. Н. Степанов, Н. Г. Аполлова и Г. Л. Файзрахманов придерживаются того мнения, что столицей Хаджи-Мухаммада был городок Кызыл-Тура (ныне село Усть-Ишим) на месте впадения Ишима в Иртыш. Традиционно особое мнение принадлежит Ш. Марджани, по словам которого:

Сибирское государство есть государство Хаджи-Мухаммеда, сына Али. Резиденция его государства находилась от крепости Тобол 12 верст выше, в городе Искер, иначе называемая Сибирью.

Возможно, у Марджани имело место неправильное толкование следующего отрывка из рукописи XIX века «Маджма ал-ансаб ва-л-ашджар» о генеалогии сибирских ханов:

Потомки пятого сына Джучи Шайбан-хана выбрали своей столицей (дар ал-мулк) крепость под названием Сибирь, или, как её ещё называют, Искир, в 12 верстах от Тубила (Тобольска). Вначале правителем был Хаджжи Мухаммад-хан ибн Али ибн Бик-Кунди-углан ибн Минк-Тимур ибн Бада-Кул ибн Джучи-бука ибн Шайбан-хан ибн Джучи-хан ибн Чингиз-хан, затем его сын Махмудак-хан и так до конца.

Судя по времени составления рукописи и её тексту, рукопись констатирует, что столицей Сибирского ханства во времена хана Кучума был Искер. В то же время из рукописи не следует, что Искер являлся столицей во времена Хаджи-Мухаммада.

## Комментарии
1. ↑   По мнению Д. Н. Маслюженко   попытки А. Г. Гаева и Ж. М. Сабитова решить эту проблему не привели к однозначному результату (Маслюженко, 2011, с. 96)